# دنی کاس
دنی کاس (انگلیسی: Danny Kass؛ زادهٔ ۲۱ سپتامبر ۱۹۸۲) ورزشکار اسنوبردسواری اهل ایالات متحده آمریکا است.